# Pontiac G6
La G6 è un'autovettura mid-size prodotta dalla Pontiac dal 2004 al 2009.

## Storia
È stata introdotta alla fine del 2004 come sostituta della Grand Am. Il modello è stato assemblato a Lake Orion, nel Michigan sul pianale Epsilon della General Motors, ed aveva il motore montato anteriormente. Anche la trazione era anteriore. La G6 condivideva la piattaforma Epsilon, tra l'altro, con la Chevrolet Malibu e la Saab 9-3. Lo stile del modello era convenzionale, e gli inserti scanalati e l'alettone posteriore che erano caratteristici della Grand Am furono sostituiti da lamierati di tipo più comune. L'equipaggiamento opzionale includeva un sistema di accensione remoto (di serie sulla GT ed opzionale sulla versione base), il controllo della trazione, l'ABS, il controllo elettronico della stabilità, i fanali anteriori automatici ed il tettuccio panoramico.
In sostanza, la G6 corrispondeva alla sesta serie della Grand Am. Il nome venne cambiato per favorire il riposizionamento della Pontiac come rivale della BMW. Questo nuovo tipo di nomenclatura fu la base anche per i modelli che vennero lanciati in seguito. Per esempio, la Pontiac G8 sarebbe appartenuta ad una classe superiore, mentre la Pontiac G5 avrebbe fatto parte di una categoria inferiore.
La Pontiac G6 fu introdotta per la prima volta nel 2003 come concept car al salone dell'automobile di Detroit. Questa concept car aveva installato un motore V6 sovralimentato da 3,5 L di cilindrata e 285 CV di potenza. Esso era accoppiato ad un cambio automatico 4T65-E controllato elettronicamente.
Quando la G6 fu introdotta nel model year 2005 erano disponibili due allestimenti, quello base, che era denominato "V6", e lo sportiveggiante "GT". Entrambe le versioni avevano installato un motore V6 da 3,5 L, che erogava 200 CV di potenza e 300 N•m di coppia. Le due versioni erano associate inizialmente ad una carrozzeria berlina quattro porte. Dotata di trasmissione automatica a quattro rapporti, la versione GT possedeva un cambio sequenziale TAPshift dove il guidatore poteva selezionare le marce manualmente. Il modello base era ben equipaggiato, dato che era dotato della chiusura centralizzata, degli alzacristalli e specchietti retrovisori elettrici, di un sistema remoto di apertura delle porte, dell'aria condizionata, di un sistema audio a sei casse e di sedili posteriori frazionabili. L'allestimento GT comprendeva otto casse della Monsoon, dei sedili elettrici foderati con materiale speciale, dell'ABS e del controllo di trazione.

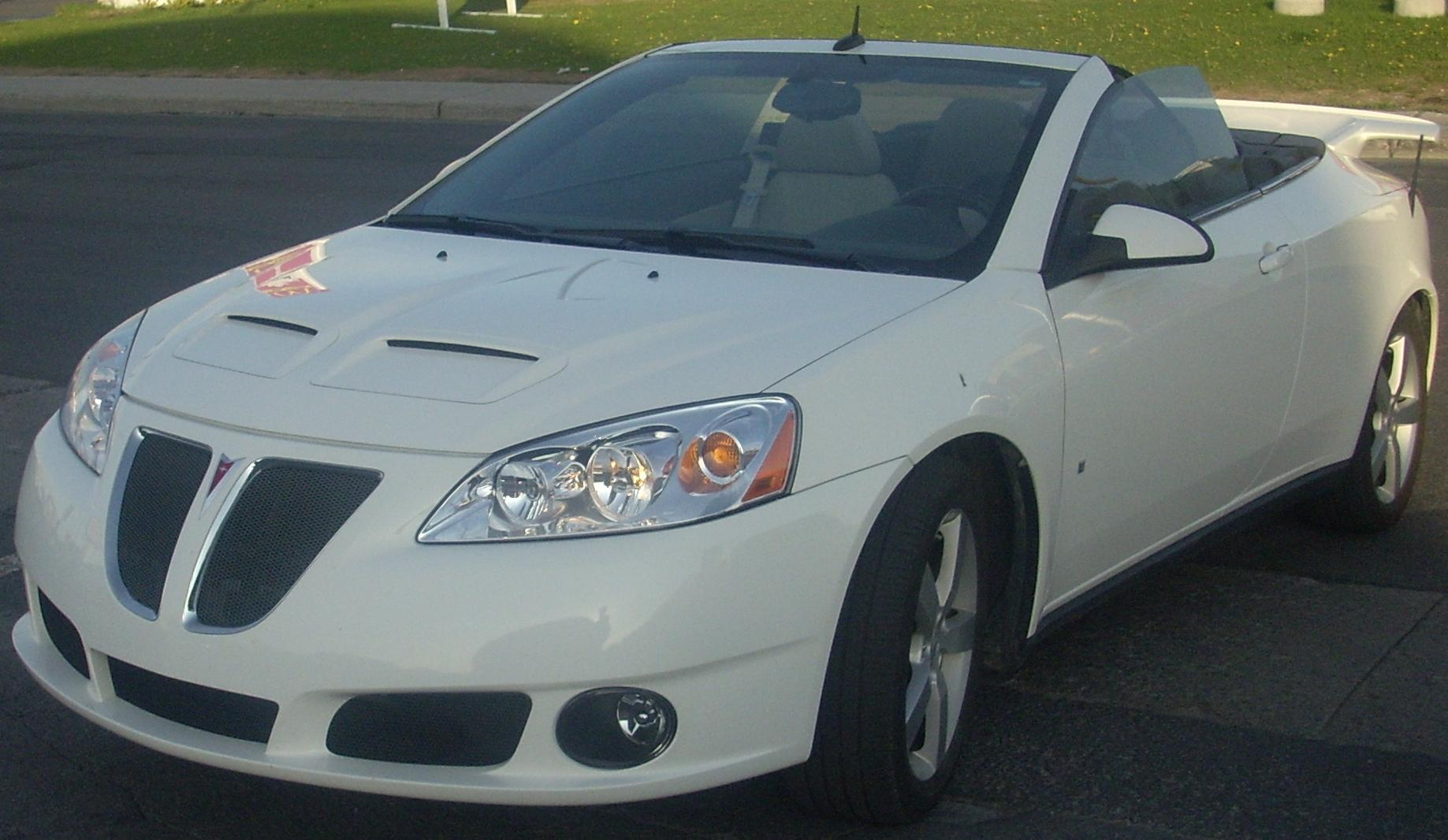
Una Pontiac G6 GT cabriolet

Nel 2006 vennero aggiunte all'offerta due e nuove versioni a due porte, vale a dire coupé e cabriolet con tetto rigido ripiegabile. L'allestimento base venne rivisto, ed ora aveva installato un motore a quattro cilindri in linea da 2,4 L e con distribuzione a doppio albero a camme in testa. Questo allestimento venne denominato SE. Inoltre, fu aggiunto l'allestimento ad alte prestazioni GTP. Le coupé e le cabriolet erano disponibili solo con gli allestimenti GT e GTP. Il motore V6 da 3,5 L era ora parte del pacchetto sportivo offerto sulle versioni base e SE, e rimase tra l'equipaggiamento standard sull'allestimento GT. La versione GTP aveva installato un motore da 3,9 L con fasatura variabile, che erogava 240 CV. Era disponibile un cambio automatico a quattro rapporti, e poteva essere ordinata una trasmissione manuale a sei rapporti senza extra-costo. La GTP aveva, tra l'equipaggiamento standard, il controllo elettronico della stabilità.
Nel 2007 vennero introdotti gli airbag laterali. Il motore da 3,5 L diventò a fasatura variabile ed erogava ora più potenza. Il propulsore da 3,9 L fu opzionale sulla versione GT. Venne introdotto un nuovo motore V6 da 3,6 L con distribuzione a doppio albero a camme in testa per l'allestimento GTP, che fu accoppiato ad un cambio automatico a sei rapporti.
Nel 2008 l'allestimento GTP cambiò nome in GXP, ed ora possedeva elementi stilistici più aggressivi. Il motore da 3,9 L diventò un'esclusiva della versione cabriolet.

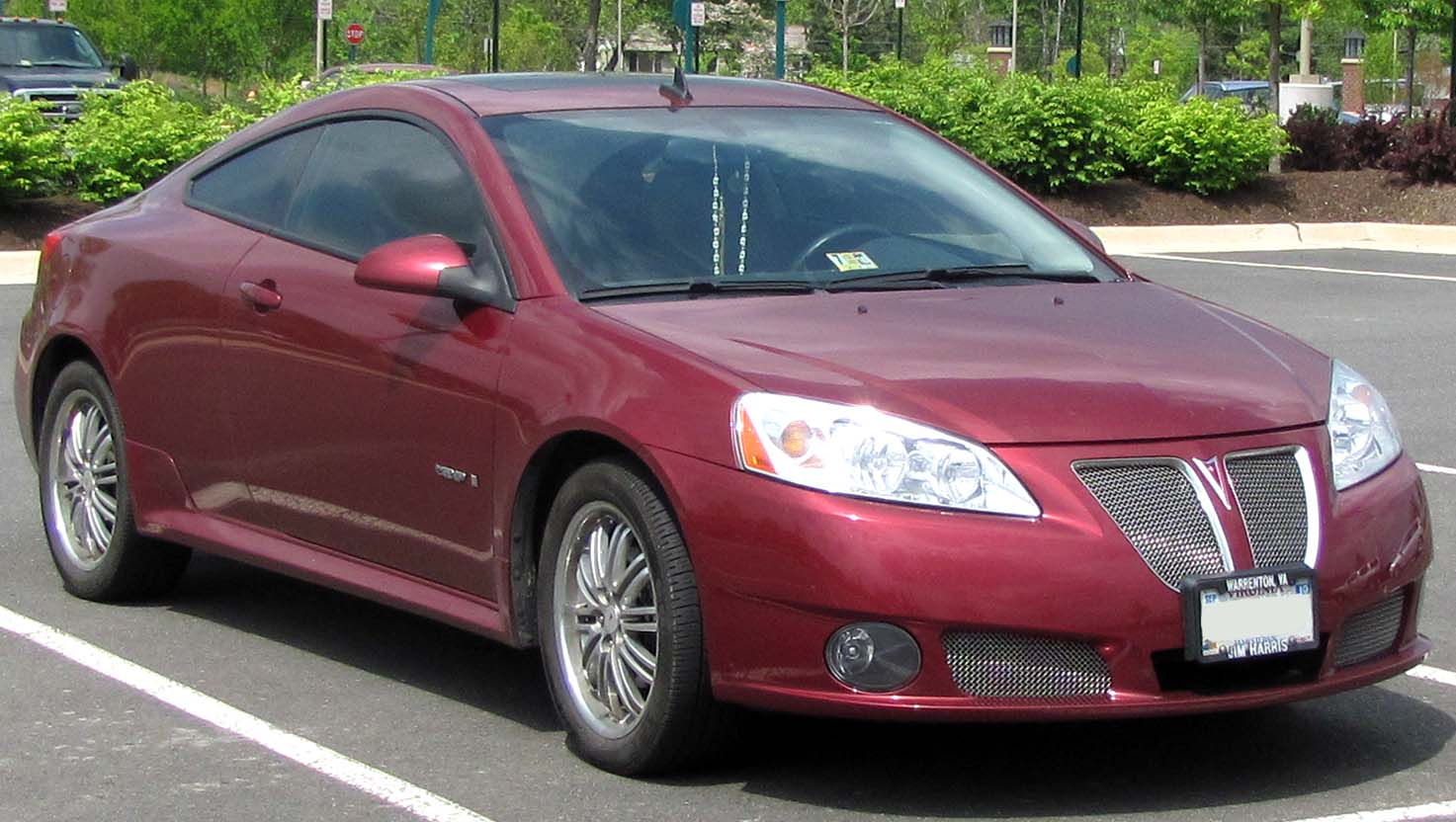
Una Pontiac G6 GXP coupé del 2009

Nel 2009 il motore a quattro cilindri da 2,4 L fu aggiunto alla disponibilità della coupé. Nell'anno citato la Pontiac aggiornò la G6. I cambiamenti consistevano in scudi paraurti anteriori e posteriori revisionati e nell'aggiornamento degli interni. Appena dopo questo leggero restyling, la General Motors annunciò la fine della produzione del modello nel model year 2010, contemporaneamente alla soppressione del marchio Pontiac. Grazie alla forte richiesta come auto aziendale, la G6 continuò però ad essere distribuita anche durante la fase di chiusura del marchio Pontiac. L'ultima G6 uscì dalle catene di montaggio il 25 novembre 2009. Essa fu l'ultima vettura Pontiac prodotta negli Stati Uniti.
Dopo il 2009, a General Motors iniziò a commercializzare modelli Buick in Messico con l'obbiettivo di sostituire il marchio Pontiac. La General Motors sostituì la G6 con la Buick LaCrosse.

## Sicurezza
L'Insurance Institute for Highway Safety diede alla G6 il giudizio Good per i crash test frontali e Acceptable per gli urti laterali. Il basso punteggio ottenuto nei test di impatto laterale fu dovuto in parte a valutazioni marginali in merito alla struttura della cella abitativa

## La GXP concept car
Nel 2005 la General Motors costruì una concept car a cui diede il nome di GXP. Essa aveva installati un motore V6 da 3,6 L di cilindrata e 275 CV di potenza, un cambio manuale a sei rapporti, dei collettori di aspirazione ad alte prestazioni, uno scarico GM Performance con terminali cromati e delle ruote da 19 pollici

## Il marketing
Il lancio della G6 fu caratterizzato da una mossa pubblicitaria: 276 esemplari della G6 furono donati a componenti del pubblico della trasmissione The Oprah Winfrey Show durante la prima puntata della stagione, che andò in onda nell'autunno 2004. Questa mossa ebbe successo, e concentrò l'attenzione del pubblico sulla nuova G6.

## Le competizioni

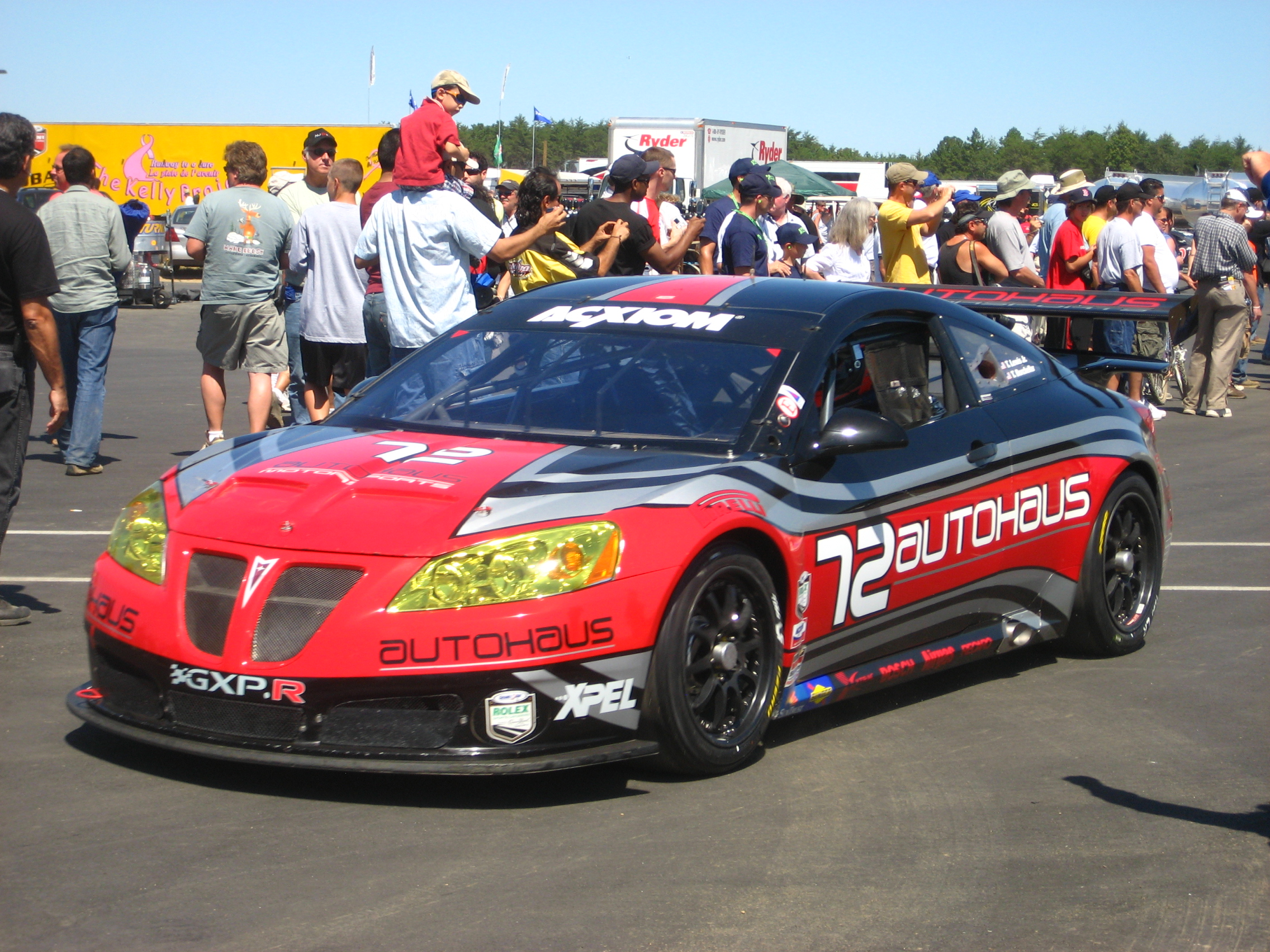
La Pontiac G6 GXP.R usata nel Rolex Sports Car Series

La G6 fu utilizzata nelle competizioni. In particolare, partecipò nella classe GT della Rolex Sports Car Series in sostituzione della Pontiac GTO quando quest'ultima non era più in vendita. L'esemplare che partecipò a questa gara era denominata GXP.R ed alla sua costruzione contribuì anche Pratt & Miller.
Questo esemplare era equipaggiato da un motore V8 che erogava 450 CV di potenza. Per contenere il peso, vennero installati pannelli in fibra di carbonio e finestrini in policarbonato antiurto. Il telaio tubolare, realizzato appositamente, non era completamente basato sul telaio della versione stradale. Un cambio a sei marce trasferiva il moto alle ruote posteriori. I parafanghi anteriori e posteriori vennero ridisegnati per ospitare i grandi cerchi da 18 pollici e gli specifici pneumatici Hoosier da competizione. Un alettone posteriore che ricordava certi accessori disponibili nella lista optional fu montato in coda, al di sotto dell'alettone vero e proprio.

## Gli esemplari venduti negli Stati Uniti
| Anno   | Vendite totali |
| ------ | -------------- |
| 2004   | 16.185         |
| 2005   | 124.844        |
| 2006   | 157.644        |
| 2007   | 150.001        |
| 2008   | 140.240        |
| 2009   | 87.171         |
| 2010   | 479            |
| Totale | 676.564        |

## I richiami
Ci sono stati quattro richiami della G6 da parte della General Motors. Il primo richiamo fu causato dal malfunzionamento del sensore dell'airbag lato passeggero, che non rilevava la presenza dell'occupante. La General Motors reagì in modo insolito, e cioè riacquistando tutte le vetture che montavano questa opzione su decisione del punto vendita.
Il secondo richiamo riguardava 8.012 esemplari di G6 prodotti nei model year 2005 e 2006, che erano affetti dalla potenziale corrosione del cablaggio delle luci di stop. Esso poteva causare il mancato funzionamento delle luci di stop.
Il 21 settembre 2012 la General Motors richiamò 473.841 esemplari di Chevrolet Malibu, Pontiac G6 e Saturn Aura prodotte dal 2007 al 2010. In questo caso si avevano dei problemi con la vettura in fase di parcheggio per guai al cambio. Un altro richiamo analogo a quest'ultimo, che era cagionato dagli stessi motivi, venne eseguito nel 2011 su modelli prodotti nel 2009.